# Pyronia depupillata
Pyronia depupillata är en fjärilsart som beskrevs av Goodson 1960. Pyronia depupillata ingår i släktet Pyronia och familjen praktfjärilar. Inga underarter finns listade.